# 5093 Свірелія
5093 Свірелія (5093 Svirelia) — астероїд головного поясу, відкритий 14 жовтня 1982 року.
Тіссеранів параметр щодо Юпітера — 3,330.